# 井上奨
井上 奨（いのうえ つとむ 1988年-）は、日本大学アメリカンフットボール部（通称：PHOENIX）の元コーチ及び日本大学豊山高等学校アメリカンフットボール部（通称：CROWS）元監督。現日本大学歯学部職員。

## 経歴
大阪府枚方市出身。
地元の枚方市立蹉跎西小学校、枚方市立蹉跎中学校から大阪産業大学付属高等学校に進学する。
その後、2011年(2010年度)に日本大学文理学部体育学科を卒業し同校アメリカンフットボール部のコーチとなる。
また、2014年の春から系列校の日本大学豊山高校で監督としてチームを牽引し、同校から初の東京選抜、関東選抜を輩出する。当時は日本大学アメリカンフットボール部の指導もしており、寮長としても卒業後6年間学生と寝食を共にした。当時のコーチや学生達は、2017年に27年ぶりの大学日本一になり、2018年も優勝候補とみられていた。しかし、2018年5月6日に王子スタジアムで行われた日本大学と関西学院大学との定期戦にて、当時のディフェンス選手がプレー終了後に関西学院大学のQBにタックルを行い、SNSでその動画がまたたくまに拡散され、いき過ぎた反則プレーとして、メディアでも取り上げられる事態となった。その後、タックルを行った当該選手が監督とコーチからの指示であった旨を記者会見で発言したことにより、悪質な反則プレーは監督とコーチからの指示による反則であったとして、社会問題までに発展した。当時、大学3年生であった当該選手が記者クラブで顔を出して記者会見を行ったことが世論の関心を集めた。このことにより、翌日に記者会見を行った井上はコーチを辞任。同年7月30日には日本大学も懲戒解雇となった。しかし、その後大学を相手取り処分の無効を求め提訴。裁判所の和解勧告を受け、大学と井上は懲戒解雇処分を撤回することで和解した。2021年4月1日付で日本大学歯学部学生課職員として復職することとなった。

## 参考サイト
- 日雇い派遣師に転身 日大アメフト部「悪質タックル」元コーチの現在　（週刊FLASH　2019年8月20・27日号）
- 井上コーチ 独占インタビューから考える（ABEMA TV ２０２０年１２月３１日 出演）
- 日大アメフトタックル問題の真相を追う【https://victorysportsnews.com/articles/8593】